# ジョン・ロダム・スペンサー・スタンホープ
ジョン・ロダム・スペンサー・スタンホープ（John Roddam Spencer Stanhope、1829年1月20日 – 1908年8月2日）は、イギリスの画家である。ラファエル前派の第2世代の画家の一人に数えられている 。

## 略歴
ヨークシャーの名門一族に生まれた。父親のジョン・スペンサー・スタンホープ(John Spencer Stanhope: 1787–1873)は大土地所有者で、若いころ、ギリシャへ調査旅行をした考古学愛好家であり、議員も務めた人物であった。母親は初代レスター伯爵の孫娘であり、母親とその姉妹は有名な画家、トマス・ゲインズバラから絵を学んだことがあった。兄のウォルター・スペンサー・スタンホープ(Walter Spencer-Stanhope: 1827–1911)は国会議員になった。妹の子供のイーヴリン・ド・モーガン(1855-1919)は画家となった。
美術家に進むことのできる自由な境遇であり、オクスフォード大学で学ぶ間に、象徴主義の画家、ジョージ・フレデリック・ワッツ(1817-1914)を絵の教師にして修行を始め、ワッツの助手としても働いた。ワッツとともに1853年にイタリアへ旅し、1856年から1857年には中東に旅した。帰国後、ダンテ・ゲイブリエル・ロセッティに招かれてオックスフォード・ユニオンのライブラリに壁画を描くプロジェクトに参加した。
1859年にロイヤル・アカデミー・オブ・アーツの展覧会に作品を出展し、その年第3代エグレモント伯爵の孫娘と結婚し、サウス・ヨークシャーに住み、翌年娘が生まれたがこの娘は7歳で亡くなった。1860年に、サリー州のCobhamの近くにフィリップ・ウェッブが設計した邸を建ててそこに移った。喘息の持病があったため、冬をイタリアのフィレンツェで過ごすようになり、1873年にフィレンツェに邸を購入し、1880年からはフィレンツェに定住した 。フィレンツェの邸にはイーヴリン・ド・モーガンがしばしば訪れ、スペンサー・スタンホープから絵を学んだ。スペンサー・スタンホープは1908年にフィレンツェで没した。
スタンホープは「ラファエル前派」の画家たちと活動したエドワード・バーン＝ジョーンズ(1833-1898)の親友であり、ラファエル前派の第2世代の画家の一人に数えられている。神話や宗教的な題材の油絵や水彩画、フレスコ画を描いた。

## 作品

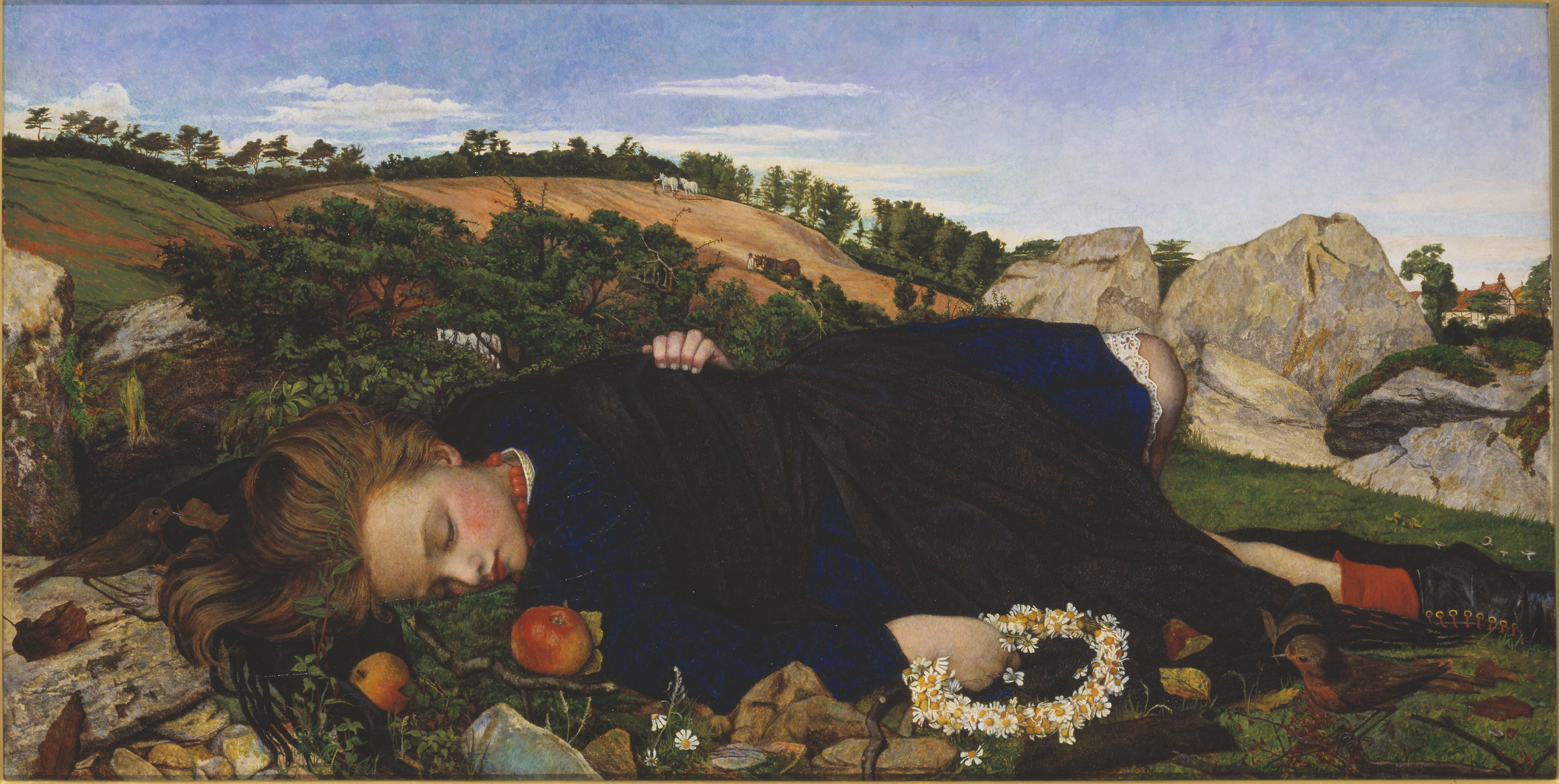
"Robin of Modern Times" (1860)
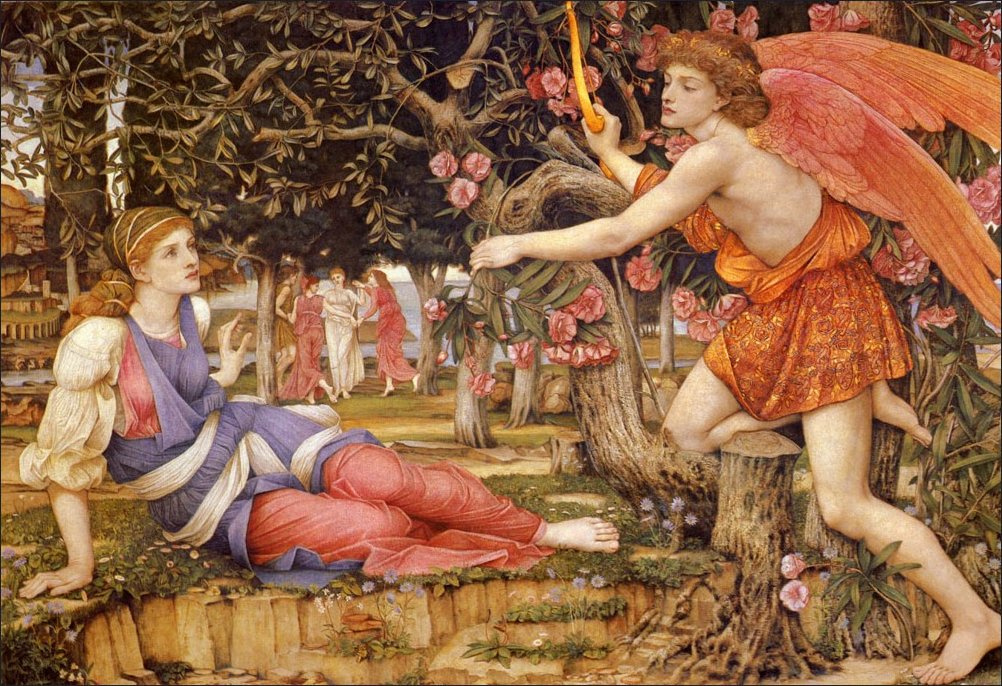
"Love and the Maiden" (1877)
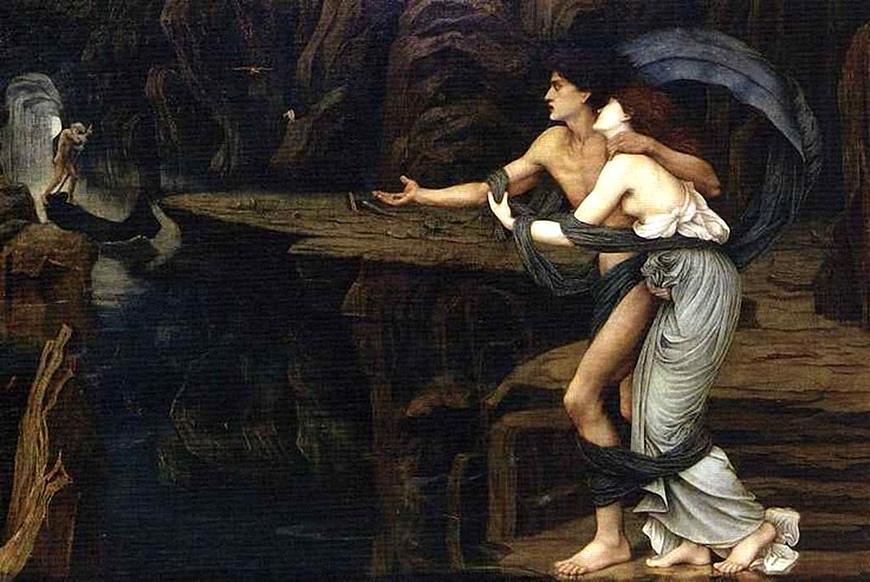
"Orpheus and Eurydice on the Banks of the Styx"(1878)

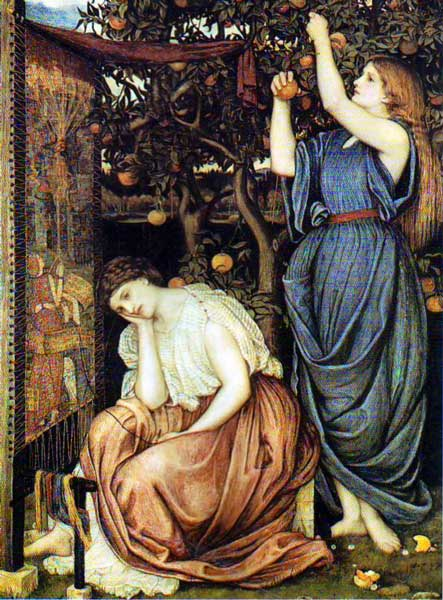
" Penelope" (1849)
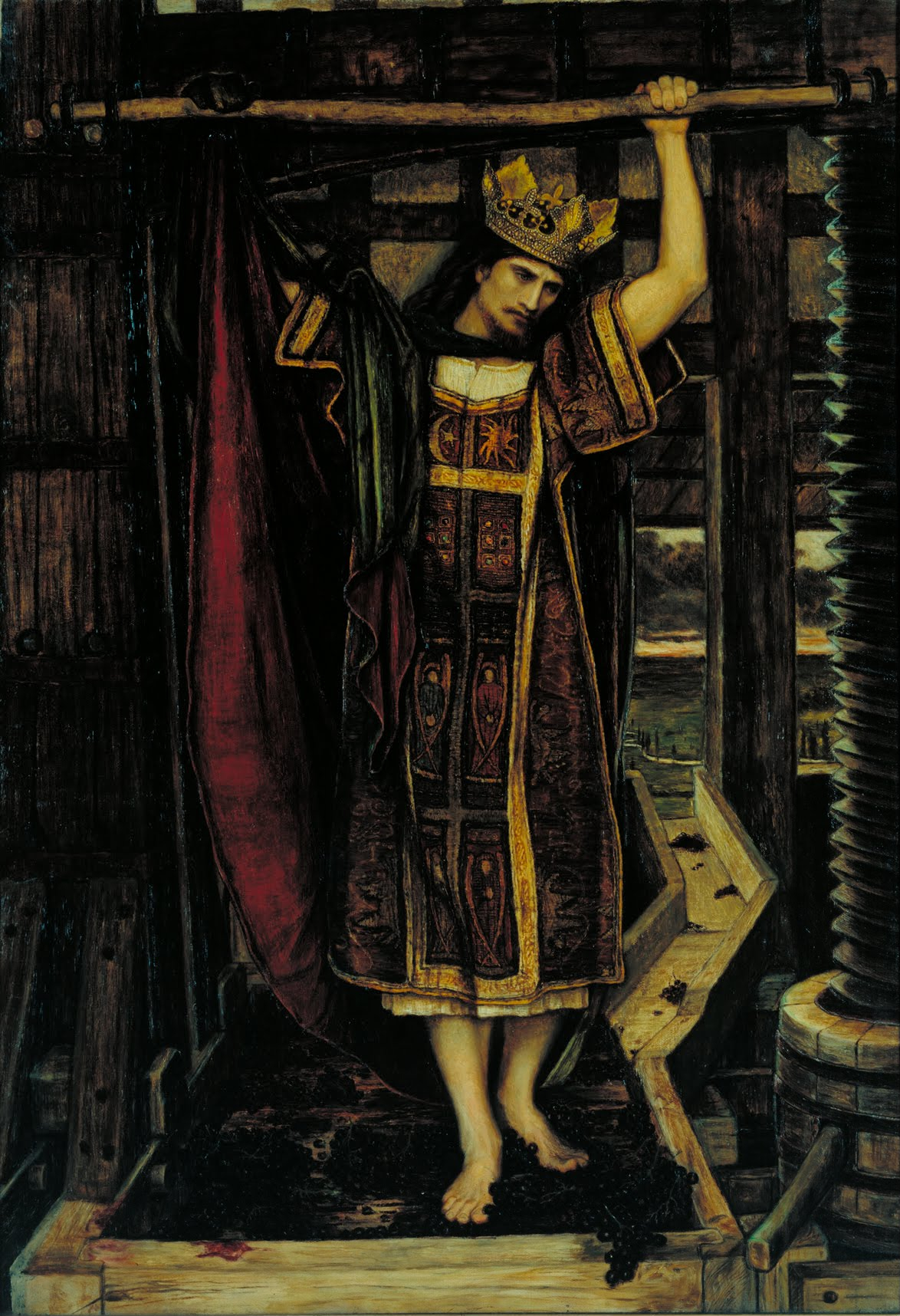
"The Wine Press" (1864) テート・ブリテン蔵
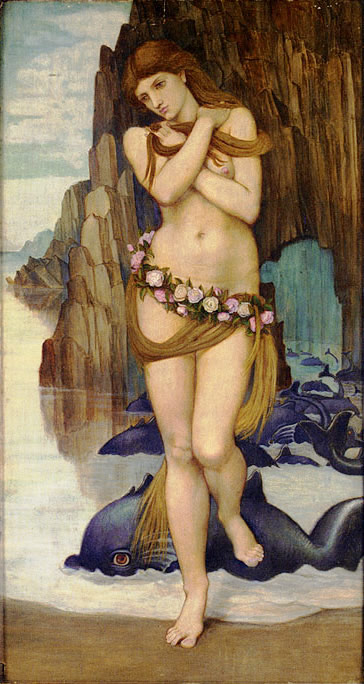
海から上がるヴィーナス
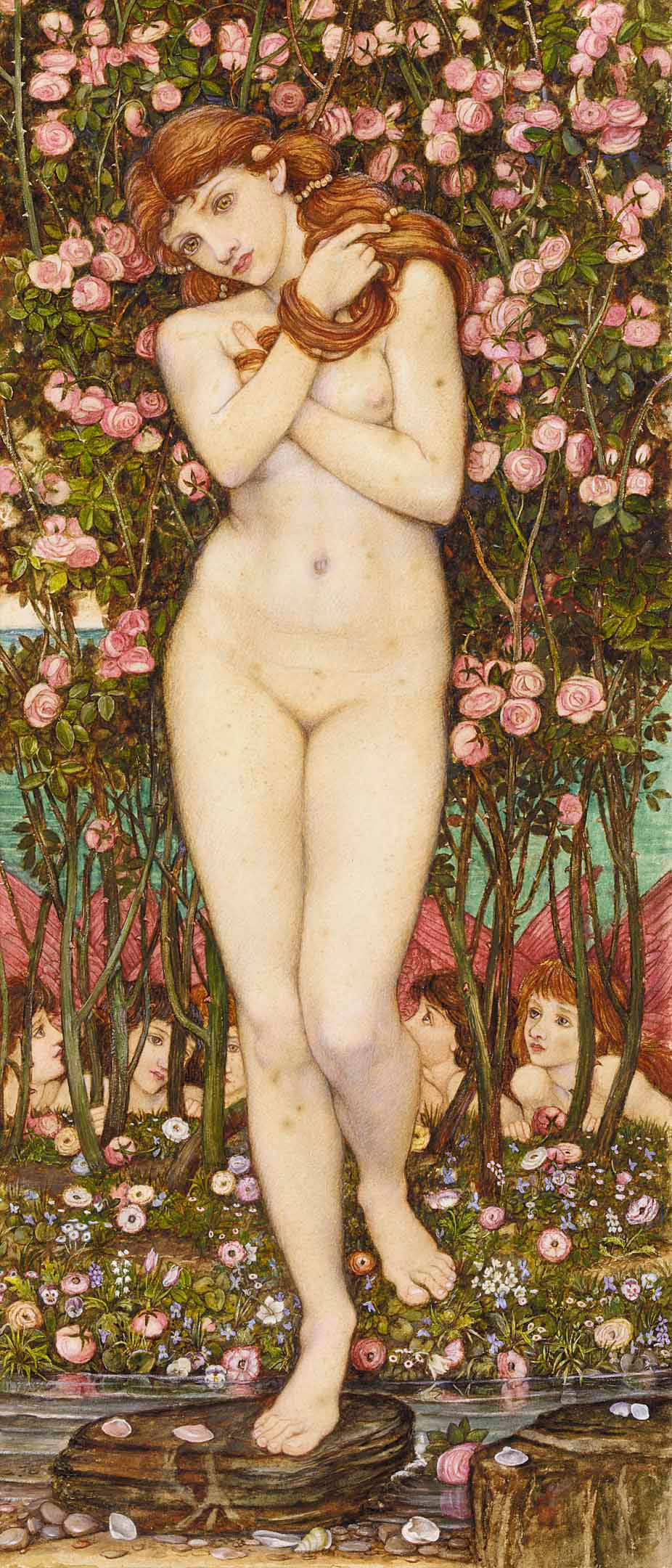
"Nymph"
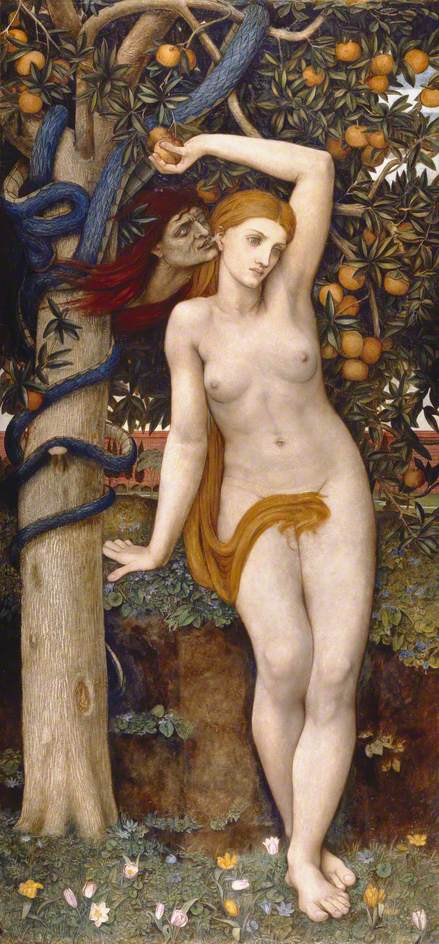
誘惑されるエバ（1877）